# Polyphysia baffinensis
Polyphysia baffinensis är en ringmaskart som först beskrevs av Blake 1972.  Polyphysia baffinensis ingår i släktet Polyphysia och familjen Scalibregmatidae. Inga underarter finns listade i Catalogue of Life.